# Christian Benítez
Christian Rogelio Benítez Betancourt, também conhecido por Chucho (Quito, 1 de maio de 1986 — Doha, 29 de julho de 2013) foi um futebolista equatoriano. O seu último clube foi o Al-Jaish do Qatar. Ele começou sua carreira com El Nacional no Equador e depois ingressou Santos Laguna , com o qual ganhou o prêmio de Melhor Jogador do Clausura 2008. Ele passou a temporada 2009-10 em empréstimo ao Birmingham City. Foi membro da Seleção Equatoriana de 2006 a 2013. Faleceu no dia 29 de julho de 2013 após sofrer uma parada cardiorrespiratória.

## Carreira

### El Nacional
Considerado um dos melhores jogadores de sempre a competir no Equador, Benítez foi sondado por clubes como o Villarreal da Espanha devido às suas performances excepcionais para El Nacional, embora o clube negou qualquer conhecimento de interesse do Villarreal. Ele também foi associado com uma mudança para o Red Star Belgrade, da SuperLiga da Sérvia.

### Santos Laguna
Em julho de 2007 fez um movimento inesperado para Santos Laguna do México Primera División. Com a sua chegada e a de Vicente Matías Vuoso, Santos teve uma temporada impressionante, com vitórias sobre vários grandes clubes mexicanos. Ele foi considerado um dos melhores atacantes estrangeiros no campeonato mexicano ao lado de Giancarlo Maldonado , Humberto Suazo, Salvador Cabañas, e Hector Mancilla. Em 2007, Benítez recebeu um prêmio como o melhor futebolista equatoriano jogando fora do Equador, sucedendo PSV Eindhoven é Édison Méndez.
Apesar do interesse do Sport Lisboa e Benfica, Benítez decidiu permanecer no México. Seus 10 gols fez uma grande contribuição para Santos vencer o Clausura 2008, título e sua recompensa pessoal era a seleção como o melhor jogador da temporada. Benítez é o quarto equatoriana a vencer um campeonato mexicano, depois de Ítalo Estupiñán, Álex Aguinaga, e Agustín Delgado.

### Birmingham City

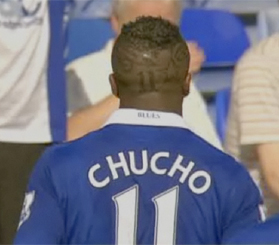
Benítez jogando pelo Birmingham City

Em 3 de junho de 2009, Birmingham City anunciou a assinatura de Benítez em um contrato de três anos para uma taxa de transferência de clube não revelado registro, que os relatórios de imprensa especulou-se na região de £ 6.000.000 subindo para R$ 9 milhões. O movimento estava sujeito ao atacante receber uma autorização de trabalho e passar um médico. O médico revelou problemas no joelho imprevistas, o que levou o negócio a ser renegociados em um "protegido de compra" base. O clube pagaria um inicial de R$ 2 milhões (R$ 1,2 milhões) com a opção de abortar o negócio por razões médicas após o primeiro ano; posteriormente, a taxa poderia subir, dependendo de aparências e de sucesso, para um recorde do clube de $ 12,5 milhões (£ 7,7 m). O jogador assinou contrato em 7 de julho. O clube mais tarde esclareceu que ele era de fato a título de empréstimo. Enquanto se recuperava de uma cirurgia no ombro e aguarda o seu visto, Benítez jogou em um todo estrelas partida no Equador, sem pedir a permissão do clube.
Ele fez sua estréia Birmingham como uma segunda metade substituto na partida de Birmingham de abertura da temporada, uma derrota por 1-0 em Manchester United, e chegou perto de empatar, desenhando um "maravilhoso com uma mão save mergulho" de Ben Foster. Sua primeira Premier League início foi contra o Hull City em 19 de setembro, ele desempenhou um papel fundamental na vitória por 1-0 e "poderia ter tido um hat-trick, mas para o goleiro supremo de Boaz Myhill. Benítez marcou seu primeiro gol para o Blues em 9 de novembro de distância para o Liverpool, com um cabeceamento a curta distância depois de Scott Dann tinha a bola balançou a cabeça, em um jogo que terminou 2-2. Ele marcou o primeiro do que gerente de Alex McLeish descrito como "dois gols de classe", como Birmingham bateu o Everton fora da FA Cup em Goodison Park. No entanto, após sua temporada produziu apenas quatro gols e tentativa de Birmingham para renegociar a taxa de transferência acordada foi vencida, o clube optou por não assumir sua opção de compra, eo jogador retornou ao Santos Laguna.

### Retorno ao Santos Laguna
Em 21 de julho de 2010, Benítez assinou um contrato de três anos com Santos Laguna, no primeiro torneio após o seu retorno, ele foi o artilheiro com 16 gols. Liderando a tabela de pontuação, Chucho levou Santos para 2010 Finals Apertura, perdendo para o Club de Fútbol Monterrey.

### Club América

#### Temporada 2011-12

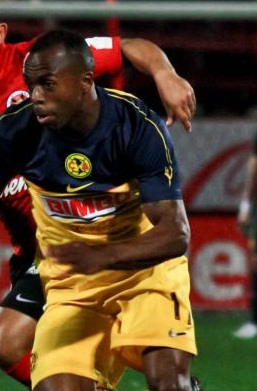
Benítez atuando em uma partida contra o Club Tijuana

Benitez assinou para jogar para América em 22 de maio de 2011. A taxa de transferência foi relatado para ser de US $ 10 milhões, que estabeleceu um recorde para um clube no México. Ele marcou um gol em sua estréia em 24 de julho, na vitória por 2-1 contra o Querétaro. Em 21 de agosto de 2011 Benítez fez o seu primeiro hat-trick com a América contra o Clube Atlas em uma vitória 5-2. Em sua primeira Súper Clásico, Chucho marcou um cabeçalho em uma derrota por 3-1 para o Chivas. Depois de um medíocre 2011 Apertura, marcando 8 gols, e com um novo treinador, Christian Benítez marcou o gol de abertura para a temporada Club América do Clausura 2012. O jogo terminou 2-0 contra Querétaro. Em 20 de janeiro de 2012, Chucho marcou seu gol 10 para o Club América. Ele fintou quatro defensores e terminou após o Tecos goleiro com o exterior do seu pé direito, e escolhido para o gol da semana no México. Em 28 de janeiro de 2012, Chucho Benitez marcou uma cinta contra o San Luis Fútbol Club, o segundo sendo a sua primeira penalidade com a América depois de ter anteriormente perdido quatro pênaltis em partidas anteriores com a América. Em 2 de abril de 2012, a pontuação Chucho sua chave em segundo lugar com América, rede 2 gols em uma perda 2-3 contra o Monterrey. Em 08 de abril de 2012 Chucho ganhou seu primeiro Súper Clásico contra o Chivas. Chucho marcou seu objetivo de carreira 20 com a América, um pênalti concedido ao minuto 86, numa vitória por 3-2 contra o Puebla. Em 29 de abril, no último jogo da temporada regular Clausura 2012, Chucho marcou um duplo contra Cruz Azul com um empate 2-2. Com os 2 gols Chucho tornou-se co-top artilheiro do Clausura mexicano de 2012 com 14 gols, repetindo o feito anterior, ele fez com o Santos Laguna, também com 14 gols na temporada regular.

#### Temporada 2012-13
Chucho jogou seu primeiro jogo da temporada 2012-13, que também marcou sua estréia na Liga renovada mexicano duubed Liga MX, em 21 de julho, contra o Monterrey, em um 0-0 jogando fora de casa. Em 28 de julho, ele marcou seus primeiros gols na temporada e primeira dupla, em uma vitória por 4-2 sobre o Jaguares. Benitez viria a marcar gols contra o Atlante, Querétaro, Santos Laguna, Cruz Azul e San Luis. Em 20 de outubro, Chucho marcou o gol da vitória no minuto 87 com uma vitória caseira contra o León. Foi seu gol 30 com o clube. Em 3 de novembro, Benitez marcou seu segundo hat-trick com o clube em uma vitória por 4-0 sobre o Pachuca. Em 11 de novembro, Benítez tornou-se comum artilheiro do Apertura 2012 ao lado de Esteban Paredes do Atlante. Em 14 de novembro, Chucho fez dois gols em um 2-0 fora play-off partida das quartas-de-final contra o Monarcas Morelia.
Benítez marcou seus primeiros três gols do Clausura temporada de 2013 em uma vitória por 2-0 contra o Jaguares de Chiapas. Em 2 de março, Benítez marcou um hat trick, dois cabeçalhos e um remate de pé esquerdo contra o Cruz Azul, em uma vitória por 3-0. Em 27 de abril, depois de perder por 2-0 em uma partida fora de casa contra o Pachuca, Benitez marcou um hat-trick para liderar a América a uma vitória por 4-2. Benitez acabou sendo o artilheiros do Clausura 2013 da Liga MX pela terceira temporada consecutiva. Em 26 de maio Benítez foi campeão da Liga MX de 2013 depois de derrotar Cruz Azul 4-2 em uma disputa de pênaltis, onde converteu o segundo pênalti.

## Seleção nacional

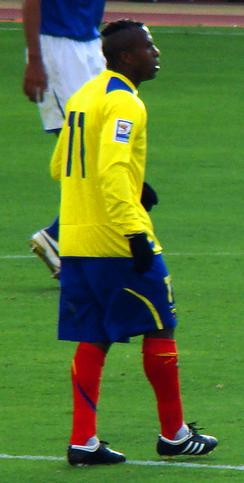
Benítez em ação pelo Equador

Benítez era um membro da Seleção Equatoriana na Copa do Mundo 2006 na Alemanha.
Embora considerado por muitos como uma seleção surpresa do Equador colombiano -nascido técnico Luis Fernando Suarez, que tinha impressionado com sua velocidade, esquiva e habilidade em apresentações pré-Copa do Mundo contra a Holanda, Japão e 2006 Copa Libertadores experiência. Ele era um candidato para o Prémio Melhor Jogador Jovem Gillette, um novo prêmio feita no final da Copa do Mundo FIFA ao melhor jogador jovem nascido em ou após 1 de janeiro de 1985. Sua única aparição foi na perda 3-0 para a Alemanha, substituindo Felix Borja no meio do jogo.
Seu primeiro gol veio em setembro de 2006 contra o Peru. Então em abril de 2007, ele marcou outro gol contra o Peru na vitória do Equador por 2-0 em um amistoso realizado no Estadi Mini em Barcelona, Espanha. Ele também marcou no empate 1-1 com a República da Irlanda em um amistoso jogado em New Jersey em 23 de maio de 2006. Isso, somado à crença de que ele pode sobressair-se na Europa.
Benítez começou todos os três jogos durante a Copa América 2007, marcando contra o Chile . Apesar de seu estilo de ataque, o Equador foi eliminado na primeira fase, perdendo as três partidas. Em um amistoso internacional contra El Salvador em 8 de setembro de 2007, Benítez marcou duas vezes em uma vitória em casa por 5-1 em Quito enfático.
Nas eliminatórias da Copa do Mundo de 2010, contra a Bolívia, ele marcou um trabalho solo maravilhoso. Dois meses depois, ele mostrou sua habilidade no ar, bem como quando ele marcou o único gol da partida com uma cabeçada contra o Chile.

### Gols pela Seleção
| #   | Data                   | Local                           | Rival       | Gol | Placar Final | Competição                                  |
| --- | ---------------------- | ------------------------------- | ----------- | --- | ------------ | ------------------------------------------- |
| 1.  | 6 de setembro de 2006  | East Rutherford, Estados Unidos | Peru        | 1–0 | 1–1          | Amistoso                                    |
| 2.  | 23 de maio de 2007     | East Rutherford, Estados Unidos | Irlanda     | 1–0 | 1–1          | Amistoso                                    |
| 3.  | 6 de junho de 2007     | Barcelona, España               | Peru        | 1–0 | 2–0          | Copa Desafío Latino 2007                    |
| 4.  | 26 de junho de 2007    | Puerto Ordaz, Venezuela         | Chile       | 1–2 | 2–3          | Copa América de 2007                        |
| 5.  | 8 de setembro de 2007  | Quito, Ecuador                  | El Salvador | 2–0 | 5–1          | Amistoso                                    |
| 6.  | 8 de setembro de 2007  | Quito, Ecuador                  | El Salvador | 4–1 | 5–1          | Amistoso                                    |
| 7.  | 20 de agosto de 2008   | East Rutherford, Estados Unidos | Colômbia    | 1–0 | 1–0          | Amistoso                                    |
| 8.  | 6 de setembro de 2008  | Quito, Ecuador                  | Bolívia     | 3–1 | 3–1          | Eliminatórias da Copa do Mundo FIFA de 2010 |
| 9.  | 12 de outubro de 2008  | Quito, Ecuador                  | Chile       | 1–0 | 1–0          | Eliminatórias da Copa do Mundo FIFA de 2010 |
| 10. | 9 de setembro de 2009  | La Paz, Bolivia                 | Bolívia     | 1–3 | 1–3          | Eliminatórias da Copa do Mundo FIFA de 2010 |
| 11. | 4 de setembro de 2010  | Zapopan, México                 | México      | 0–1 | 1–2          | Amistoso                                    |
| 12. | 12 de outubro de 2010  | Montreal, Canadá                | Polónia     | 0–1 | 2–2          | Amistoso                                    |
| 13. | 12 de outubro de 2010  | Montreal, Canadá                | Polónia     | 2–2 | 2–2          | Amistoso                                    |
| 14. | 18 de novembro de 2010 | Quito, Ecuador                  | Venezuela   | 1–0 | 4–1          | Amistoso                                    |
| 15. | 18 de novembro de 2010 | Quito, Ecuador                  | Venezuela   | 2–0 | 4–1          | Amistoso                                    |
| 16. | 1 de junho de 2011     | Toronto, Canadá                 | Canadá      | 1–1 | 2–2          | Amistoso                                    |
| 17. | 2 de setembro de 2011  | Quito, Ecuador                  | Jamaica     | 3–0 | 5–2          | Amistoso                                    |
| 18. | 2 de setembro de 2011  | Quito, Ecuador                  | Jamaica     | 4–0 | 5–2          | Amistoso                                    |
| 19. | 5 de setembro de 2011  | Quito, Ecuador                  | Costa Rica  | 4–0 | 4–0          | Amistoso                                    |
| 20. | 7 de outubro de 2011   | Quito, Ecuador                  | Venezuela   | 2–0 | 2–0          | Eliminatórias da Copa do Mundo FIFA de 2014 |
| 21. | 15 de novembro de 2011 | Quito, Ecuador                  | Peru        | 2–0 | 2–0          | Eliminatórias da Copa do Mundo FIFA de 2014 |
| 22. | 10 de junho de 2012    | Quito, Ecuador                  | Colômbia    | 1–0 | 1–0          | Eliminatórias da Copa do Mundo FIFA de 2014 |
| 23. | 21 de março de 2013    | Quito, Ecuador                  | El Salvador | 2–0 | 5–0          | Amistoso                                    |
| 24. | 26 de março de 2013    | Quito, Ecuador                  | Paraguai    | 3–1 | 4–1          | Eliminatórias da Copa do Mundo FIFA de 2014 |

## Vida Pessoal
Benítez nasceu em Quito, o filho do ex-futebolista internacional Equador Ermen Benítez. Em 2007 ele se casou com Liseth, filha do companheiro internacional jogador Cléber Chala; ela deu à luz gêmeos em agosto de 2009.

## Morte
No dia 29 de julho de 2013 às 20h30, Benítez deu entrada no hospital de Doha, com fortes dores que foram atenuadas com sedativos. Porém, o jogador não teve atendimento médico indicado, acabando por falecer devido a uma peritonite.

## Títulos
El Nacional
- Serie A Clausura: 2005, 2006

Santos Laguna
- Mexican Primera División Clausura: 2008, 2013

Club América
- Liga MX Clausura: 2013

Seleção Equatoriana
- Copa Desafío Latino 2007

### Prêmios Individuais
- Artilheiro do Campeonato Mexicano Apertura: 2010 (14 Gols), 2012 (11 Gols)
- Artilheiro do Campeonato Mexicano Clausura: 2013 (17 Gols)
- Melhor jogador da Liga MX: 2008, 2012
- Bota de Ouro da Liga MX: 2010, 2012, 2013